# Ahn Jae-hyung

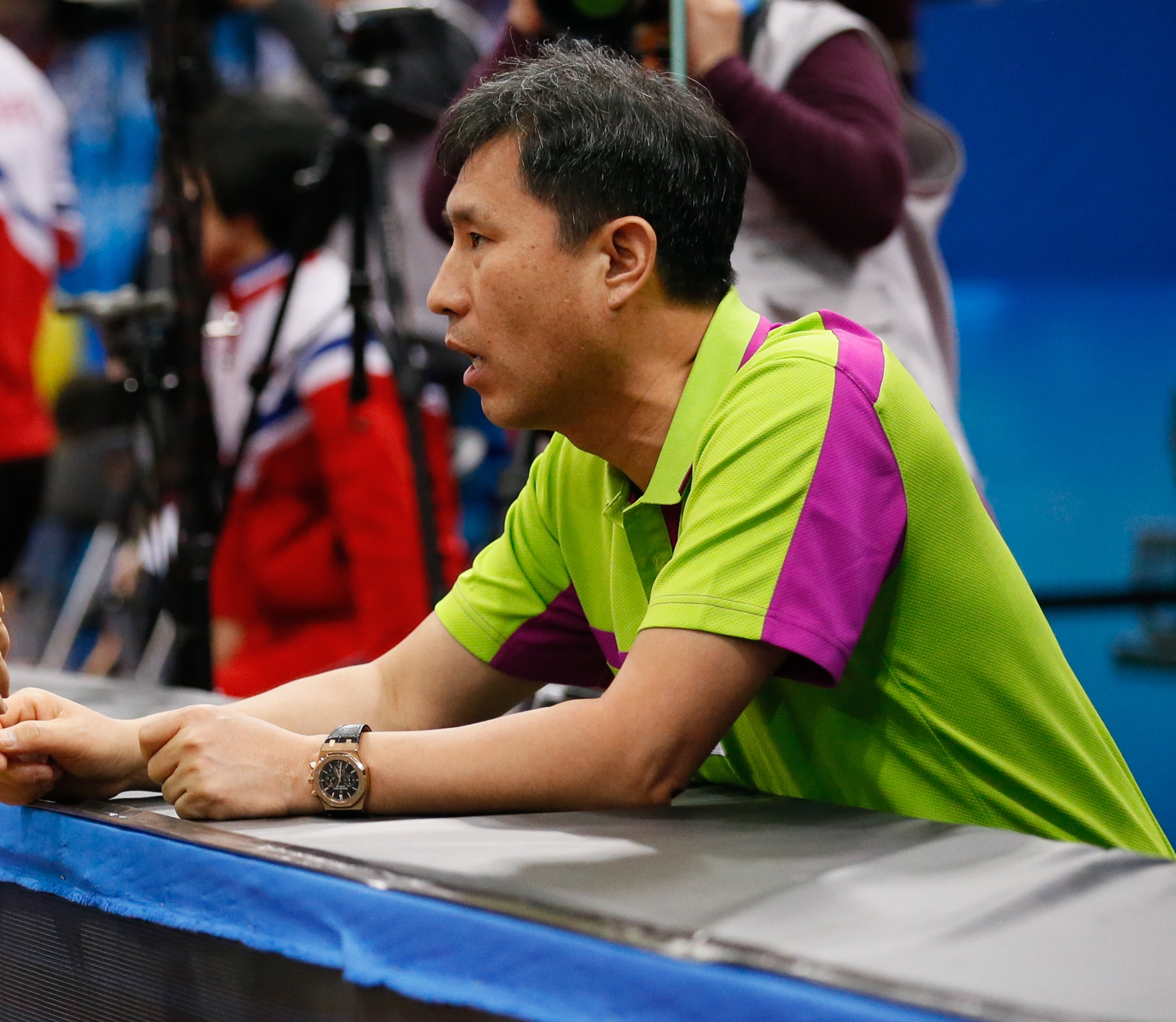

Ahn Jae-hyung, född 8 januari 1965, är en sydkoreansk idrottare som tog OS-brons i bordtennis 1988 i Seoul. Bronset vann han i dubbelklassen för herrar, och spelade tillsammans med Yoo Nam-kyu.